# Smajlík

Usměvavý smajlík

Smajlík (anglicky smiley; z angl. smile – smát se) je stylizovaný obrázek lidské tváře, nejčastěji v podobě žlutého kruhu se dvěma tečkami představujícími oči a obloučkem představujícím ústa. V širším významu se jako smajlík označuje libovolný emotikon nebo emoji. Smajlíci jsou používáni k vyjadřování pocitů či ke zpestření při elektronické komunikaci.

## Vznik

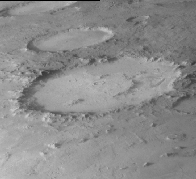
Smajlík na kráteru Galle na Marsu

Smajlík vytvořil v roce 1963 výtvarník Harvey Ball jako součást kampaně pro pojišťovací společnost. Cílem měla být podpora morálky zaměstnanců. První textové použití smajlíků ve tvaru :-) „pro vtipy“ a :-( „pro věci, které vůbec nejsou vtipné“ navrhl Scott Fahlman 19. září 1982 v e-mailu pro radu informatiků na Univerzitě Carnegieho–Mellonových.
Nicméně datum jeho prvního užití není zcela známo, jindy se uvádí již kolem roku 1910, kdy používal Winston Churchill znaky X jako znaky polibků, v dopisech své ženě. Značka podobná smajlíku je k nalezení i v korespondenci žďárského opata Bernarda Henneta († 1770), kde patrně označuje schválený dokument či místo pro pečeť. Obdobná kresba byla nalezena i na starověké chetitské keramice dochované na území dnešního Turecka.
V dopise Janu Werichovi dne 16. června 1962 píše Jiří Voskovec o knize Divadlo, a cituje z ní popis herců V+W. V textu zazní tato slova: „…Ty banální dvě masky řeckého divadla – jedna s ústy tak :-) a druhá s ústy takhle :-( – jsou banální jen proto, že jsou tak dokonale správné.“ (pramen: Jiří Voskovec, Jan Werich - Korespondence).[zdroj⁠?!]

## Varianty
V moderní elektronické komunikaci se nejčastěji setkáme s následujícími variantami smajlíků:

### Emotikony
Emotikon je smajlík složený z více znaků, které společně připomínají obličej. Lze je řadit jako podskupinu ASCII artu, grafického stylu, ve kterém jsou obrázky tvořeny složením textových znaků. Příkladem emotikonu může být :-) nebo :-( zmíněné výše.

### Emoji
Oproti tomu v případě emoji se jedná o jediný znak, reprezentující obrázek. Příkladem emoji může být 🙂 nebo ☹.

### Samolepky a jiné stylizované obrázky

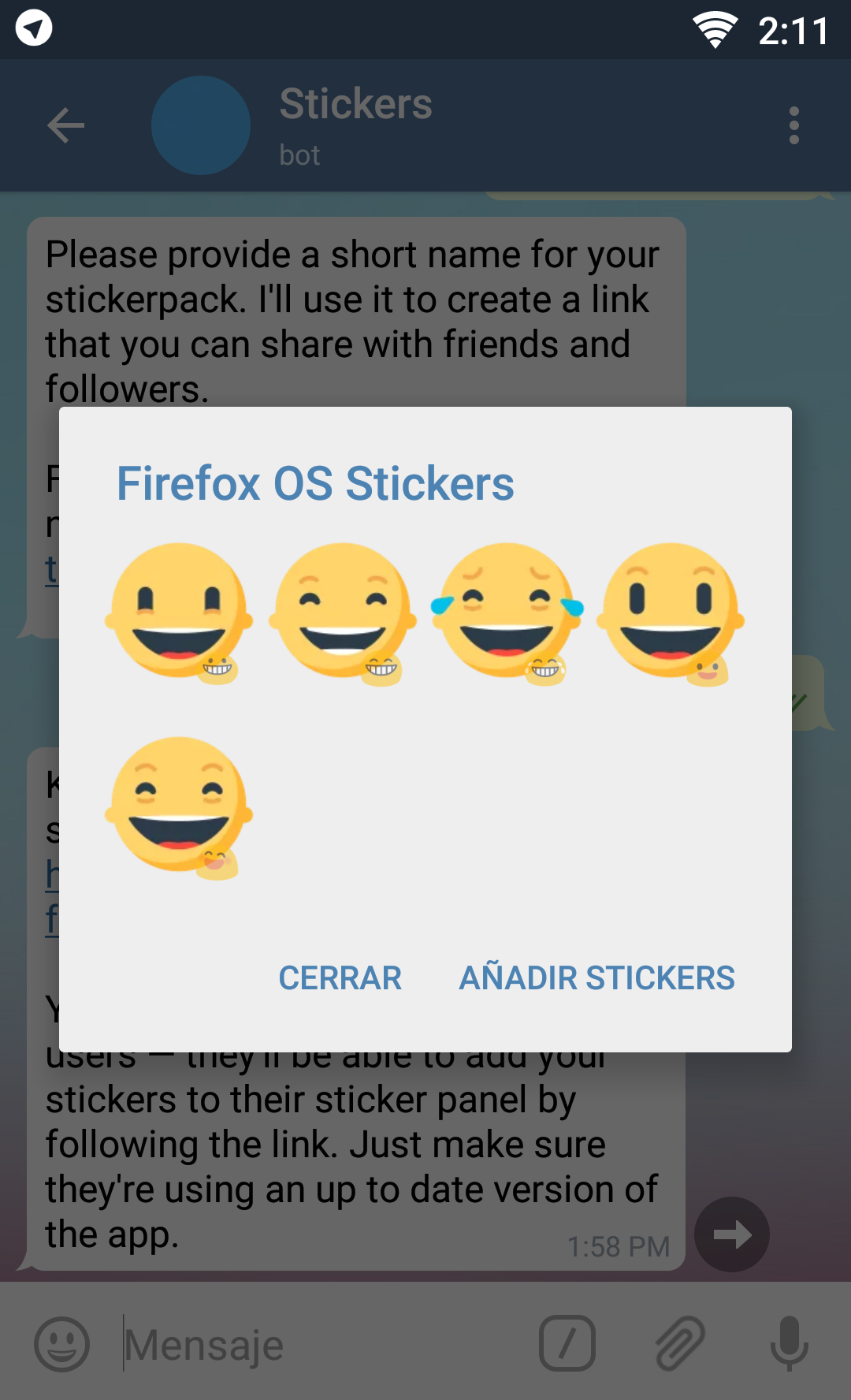
Příklad samolepek smajlíků v komunikační aplikaci Telegram

Některé chytré mobilní telefony, či tablety, případně některé komunikační aplikace, také kromě emoji umožňují svým uživatelům použít k vyjádření pocitů či zpestření přímo stylizované obrázky. Takové obrázky, často nazývané samolepky nebo nálepky, jsou často zvětšenými verzemi emoji a mohou být tematicky zaměřené. Např. kočičí samolepky by takto obsahovaly běžné smajlíky vyjádřené kočičími obličeji. V aplikacích se běžně vyskytují bok po boku s emoji. Některé aplikace místo předdefinovaných sad samolepek umožňují uživatelům nahrát libovolný smajlík nebo jiný obrázek z úložišť obrázků, případně nahrát i pohyblivý GIF.